# Conservatorio di San Pietroburgo
Il conservatorio di San Pietroburgo (in russo Санкт-Петербургская консерватория?, Sankt-Peterburgskaja konservatorija) è una prestigiosa scuola di musica e balletti russa.
Il nome completo è conservatorio statale di San Pietroburgo Rimskij-Korsakov (Санкт-Петербургская государственная консерватория имени Н.А. Римского-Корсакова).
Precedentemente noto come conservatorio di Pietrogrado (Петроградская консерватория) e conservatorio di Leningrado (Ленинградская консерватория), fu fondato nel 1861 dal grande pianista e compositore russo Anton Grigorevič Rubinstein, che lo diresse sino al 1867, anno in cui gli successe il teorico e compositore Nikolaj Zaremba.
Nel 1944 venne intitolato al grande compositore russo Nikolaj Rimskij-Korsakov, che vi insegnò dal 1871 al 1905 composizione e orchestrazione.
La sua sede fu eretta negli anni novanta del XIX secolo nel sito del vecchio teatro Bol'šoj Kamennyj e ancora oggi mantiene una grande scalinata d'ingresso di quello storico edificio.
Centro fondamentale della cultura musicale russa assieme al conservatorio di Mosca (fondato alcuni anni più tardi da Nikolaj Rubinstein), annovera tra i suoi allievi e docenti alcune tra le più insigni personalità della musica russa della fine del XIX e del XX secolo.